# 느그리 슴빌란 FC

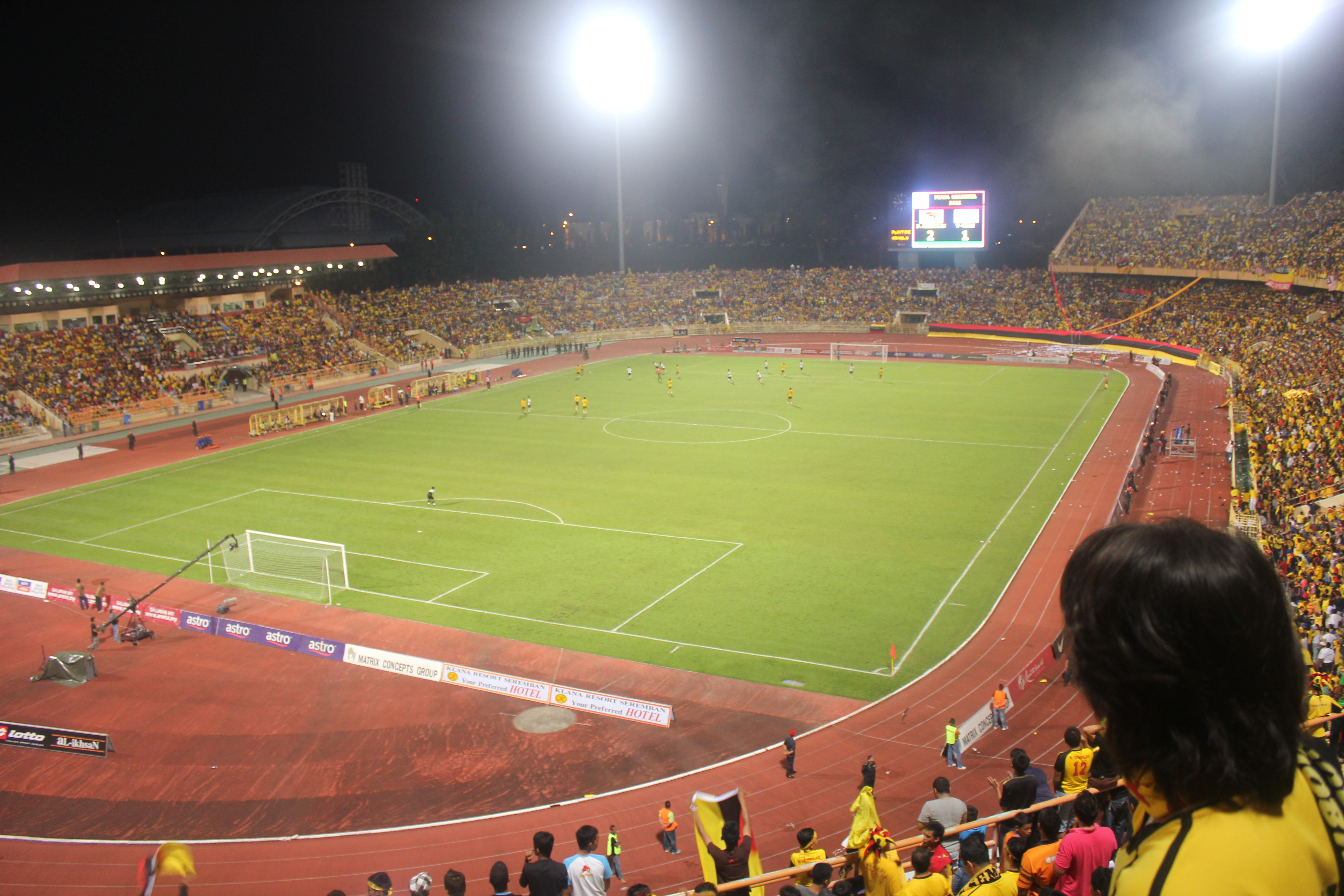

느그리 슴빌란 FA(말레이어: Persatuan Bolasepak Negeri Sembilan)는 느그리슴빌란주 스름반을 연고로 하는 말레이시아의 축구 클럽이다. 현재는 말레이시아 슈퍼리그에 참가하고 있다.

## 성적
- 말레이시아컵 우승 3회 (1948, 2009, 2011)
- 말레이시아 FA컵 우승 2회 (2003, 2010)
- 말레이시아 채리티 실드 우승 1회 (2012)

## 선수 명단

### 현역
참고: FIFA 자격 규정에 따라 소속된 국가대표팀 국기를 표시합니다. 선수는 복수의 FIFA 비회원국 국적을 가지고 있을 수 있습니다.
| 번호 | 포지션 | 국적   | 이름              |
| ---- | ------ | ------ | ----------------- |
| 10   | FW     | 미얀마 | 하잉텟아웅        |
| 14   | MF     | 세네갈 | 자크 페이         |
| 30   | MF     |        | 세바스찬 아반지니 |
| 33   | MF     |        | 이광희            |

| 번호 | 포지션 | 국적 | 이름   |
| ---- | ------ | ---- | ------ |
| 40   | MF     |      | 안상수 |

## 역대 감독
| 감독          | 임기   |
| ------------- | ------ |
| K. 난타쿠마르 | 2024 ~ |

틀:느그리 슴빌란 FC 선수 명단